# Sučany
Sučany es un municipio del distrito de Martin en la región de Žilina, Eslovaquia, con una población estimada a final del año 2024 de 4749 habitantes.
Se encuentra ubicado al oeste de la región, cerca del curso alto del río Váh (cuenca hidrográfica del Danubio) y del parque nacional de Veľká Fatra.

## Demografía
| Año        | 1994 | 2004    | 2014    | 2024    |
| ---------- | ---- | ------- | ------- | ------- |
| Población  | 4412 | 4644    | 4661    | 4749    |
| Diferencia |      | +5,25 % | +0,36 % | +1,88 % |

| Año        | 2023 | 2024    |
| ---------- | ---- | ------- |
| Población  | 4801 | 4749    |
| Diferencia |      | −1,08 % |